# Wrockwardine
Wrockwardine är en ort och civil parish i Storbritannien.   Den ligger i kommunen Telford and Wrekin och riksdelen England, i den södra delen av landet, 210 km nordväst om huvudstaden London. Wrockwardine ligger 113 meter över havet och antalet invånare är 276.
Terrängen runt Wrockwardine är huvudsakligen platt, men söderut är den kuperad.Runt Wrockwardine är det ganska tätbefolkat, med 192 invånare per kvadratkilometer. Närmaste större samhälle är Telford, 7,9 km öster om Wrockwardine. Trakten runt Wrockwardine består till största delen av jordbruksmark.